# Crystal Dynamics
Crystal Dynamics, Inc – amerykańska firma produkująca gry komputerowe.
Firma założona została w połowie 1992 roku przez Judy’ego Lange’a, Madeline Canepę i Dave’a Morse’a, weteranów Segi. Siedziba firmy mieści się w rejonie zatoki San Francisco. Na początku istnienia współpracowała z The 3DO Company. W 1998 Crystal Dynamics wykupione zostało przez brytyjską firmę Eidos Interactive, z którą współpracuje jako podmiot zależny. Najbardziej znanymi produkcjami Crystal Dynamics są serie Legacy of Kain i Gex. Od 2003 firma odpowiedzialna jest również za markę Tomb Raider, do której prawa otrzymała po tym, gdy Eidos odebrał je studiu Core Design.

## Gry
| Tytuł                                        | Platforma/y                                                                            | Rok wydania            |
| -------------------------------------------- | -------------------------------------------------------------------------------------- | ---------------------- |
| 102 dalmatyńczyki: Psiaki na pomoc           | PlayStation, Dreamcast, Game Boy Color                                                 | 2000                   |
| 3D Baseball                                  | PlayStation, Sega Saturn                                                               | 1996                   |
| Akuji the Heartless                          | PlayStation                                                                            | 1999                   |
| Blazing Dragons                              | PlayStation, Sega Saturn                                                               | 1996                   |
| Crash n' Burn                                | 3DO                                                                                    | 1993                   |
| Cyberclash                                   | 3DO                                                                                    | 1993                   |
| Gex                                          | 3DO, Sega Saturn, Sony PlayStation, PC                                                 | 1994, 1995, 1995, 1996 |
| Gex: Enter the Gecko                         | PlayStation, N64                                                                       | 1998                   |
| Gex 3: Deep Cover Gecko                      | PlayStation, N64                                                                       | 1999                   |
| The Horde                                    | 3DO, Saturn, PC                                                                        | 1994, 1995             |
| Legacy of Kain: Soul Reaver                  | PC, PlayStation, Dreamcast                                                             | 1999, 2000             |
| Legacy of Kain: Soul Reaver 2                | PC, PlayStation 2                                                                      | 2001                   |
| Blood Omen 2: Legacy of Kain                 | Xbox, PC, PlayStation 2, GameCube                                                      | 2001, 2002             |
| Legacy of Kain: Defiance                     | PC, Xbox, PS2                                                                          | 2003                   |
| Mad Dash Racing                              | Xbox                                                                                   | 2001                   |
| Off-World Interceptor                        | 3DO                                                                                    | 1994                   |
| Off-World Interceptor Extreme                | PlayStation                                                                            | 1997                   |
| Pandemonium!                                 | PlayStation, Saturn, N-Gage, PC                                                        | 1996, 2003             |
| Pandemonium 2                                | PlayStation, PC                                                                        | 1997                   |
| Project Snowblind                            | PC, Xbox, PS2                                                                          | 2005                   |
| Titan Wars                                   | PlayStation                                                                            | 1996                   |
| Tomb Raider: Legenda                         | PS2, Xbox, PC, Nintendo DS, PlayStation Portable, Xbox 360, GameCube, Game Boy Advance | 2006                   |
| Tomb Raider: Anniversary                     | PS2, PC, Mac, PlayStation Portable, Wii, Xbox 360, telefony komórkowe                  | 2007                   |
| Tomb Raider: Underworld                      | PC, Xbox 360, PS3, PS2, Wii and DS                                                     | 2008                   |
| Lara Croft and Guardian of light             | PC, Xbox 360, PS3                                                                      | 2010                   |
| Tomb Raider                                  | PC, Xbox 360, PS3                                                                      | 2013                   |
| Rise of the Tomb Raider                      | PC, Xbox 360, Xbox One, PS3, PS4                                                       | 2015                   |
| Total Eclipse                                | 3DO                                                                                    | 1994                   |
| Total Eclipse Turbo                          | PlayStation                                                                            | 1995                   |
| The Unholy War                               | PlayStation                                                                            | 1998                   |
| Walt Disney World Quest: Magical Racing Tour | Dreamcast, Game Boy Color, PlayStation                                                 | 2000                   |
| Whiplash                                     | Xbox, PlayStation 2                                                                    | 2003                   |
| Sample This!                                 | 3DO                                                                                    | 1993                   |
| Solar Eclipse                                | Sega Saturn, 3DO                                                                       | 1995                   |
| Slam 'N Jam '96 featuring Magic and Kareem   | PlayStation, Sega Saturn, PC                                                           | 1996, 1997             |
| Tytuł                                        | Platforma/y                                                                            | Rok                    |